# Крамской, Анатолий Дмитриевич
Анато́лий Дми́триевич Крамско́й (род. 18 февраля 1958) — советский хоккеист, защитник. Мастер спорта СССР. Похоронен на Братском кладбище в Балашихе.

## Биография
Воспитанник ташкентской ДЮСШ. В 1976 году был приглашён В. Тихоновым в рижское Динамо, но место в составе «Динамо» не получил и был отправлен в команду второй лиги «Латвияс Берзс». Проведя там один сезон вернулся в Ташкент. В сезонах 1977/78—1979/80 играл за ташкентский «Бинокор». В 1980 году снова вошёл в состав рижского «Динамо», в котором провёл пять сезонов. В 1985 году перешёл в ижевскую «Ижсталь», в которой провёл всего 6 игр в переходном турнире. Вернулся в Ташкент, где провёл еще два сезона в составе «Бинокора», после чего завершил игровую карьеру. 

## Статистика выступления в высшей лиге
| Легенда | Легенда                    | Легенда | Легенда                   | Легенда | Легенда    |
| ------- | -------------------------- | ------- | ------------------------- | ------- | ---------- |
| И       | Количество проведённых игр | Штр     | Штрафное время            | +/−     | Плюс-минус |
| Г       | Голы                       | П       | Голевые передачи          | О       | Очки       |
| -       | Статистика неизвестна      | —       | Статистика не учитывалась |         |            |

| Сезон                    | Команда                  | И   | Г | П | О  | Штр |
| ------------------------ | ------------------------ | --- | - | - | -- | --- |
| 1980/81                  | «Динамо» (Рига)          | 21  | 0 | 2 | 2  | 32  |
| 1981/82                  | «Динамо» (Рига)          | 37  | 1 | 2 | 3  | 51  |
| 1982/83                  | «Динамо» (Рига)          | 37  | 1 | 0 | 1  | 22  |
| 1983/84                  | «Динамо» (Рига)          | 37  | 1 | 2 | 3  | 40  |
| 1984/85                  | «Динамо» (Рига)          | 9   | 1 | 1 | 2  | 6   |
| Всего в чемпионатах СССР | Всего в чемпионатах СССР | 141 | 4 | 7 | 11 | 151 |